# Трес-Лагоас (мікрорегіон)

Трес-Лагоас на карті штату Мату-Гросу-ду-Сул

Трес-Лагоас (порт. Microrregião de Três Lagoas) — мікрорегіон у Бразилії, входить у штат Мату-Гросу-ду-Сул. Складова частина мезорегіону Схід штату Мату-Гросу-ду-Сул. Населення становить 141 196 чоловік на 2006 рік. Займає площу 50 494,668 км². Густота населення — 2,8 чол./км².

## Склад мікрорегіону
До складу мікрорегіону включені такі муніципалітети:
1. Бразіландія
2. Рібас-ду-Ріу-Парду
3. Санта-Ріта-ду-Парду
4. Трес-Лагоас
5. Агуа-Клара

| Бразилія | Це незавершена стаття з географії Бразилії. Ви можете допомогти проєкту, виправивши або дописавши її. |